# 一线城市
一线城市（First-tier City）是中华人民共和国民間对中国大陆城市分级体系中的最高等级城市的称谓，最初来源于房地产業。目前，普遍被公认为是中国大陆一线城市的包括首都北京市、直轄市上海市，以及广东省省會廣州市、經濟特區深圳市，统称“北上广深”，这四个城市也是中国大陆经济总量排名前四的城市（2022年廣州首度被重慶超越），GDP占全國八分之一，財政收入占全國六分之一，資金總量占全國四分之一。除北上廣深外，余下城市具體分級則眾說紛紜，標準各異。或將其餘直轄市、各副省級市、省會城市及經濟發達的地級市劃分為二三線城市，將其餘普通地級市及經濟發達的縣、縣級市、城鎮劃分為四五線城市。对消费市场而言，一二线城市被称为“高线城市”，三线及以下城市被称为“低线城市”。
2013年，中国财经杂志《第一财经周刊》提出“新一线城市”概念，综合人均收入、教育资源、大公司和大品牌的选择等多项更具现代商业意义的指标，对全国400个城市进行排名分级，将未来最有潜力晋升传统一线城市的15个城市称为“新一线城市”。

## 衡量標準
与行政级别上的国家中心城市不同，一线城市的划分并无具体的衡量标准，更依靠于城市本身的经济竞争力及工商业发展程度，主要体现在人口規模、城市发展水平、综合经济实力、辐射带动能力、居民消费水平、交通通达能力等各层面是否具有全國範圍內的影響力。

## 经济相关
相关数据显示，这四座城市是中华人民共和国经济最为重要的组成部分。深圳市虽与广州市同属广东省，但在经济上是计划单列市。2010年代以来，广州市和深圳市所在的广东省与北京市、上海市，在六个能为中央政府提供财政盈余的省级行政区中排名前三。2016年，上海、北京、深圳为中央政府提供了16989亿元的财政盈余，超过六省市财政盈余30373亿元的一半。其中，深圳市2016年的财政盈余接近于浙江省、江苏省的一半，是福建省的4倍多。而这些财政盈余被中央政府用于对全国25个省市的财政转移支付，以维持地方政府财政平衡。

## 新一线城市排名
新一線城市，又叫新一線都市或副一線城市，是中華人民共和國内對有一定發展能力的城市的一個等級劃分標準。《第一财经周刊》根据商业资源集聚度、城市枢纽性、城市人活跃度、生活方式多样性和未来可塑性五大指标综合评比后划分新一線都市的名单《城市商业魅力排行榜》。
| 名次 | 2013 | 2016       | 2017       | 2018       | 2019       | 2020       | 2021       | 2022       | 2023       | 2024       | 2025       |
| ---- | ---- | ---------- | ---------- | ---------- | ---------- | ---------- | ---------- | ---------- | ---------- | ---------- | ---------- |
| 1    | 成都 | 成都（-）  | 成都（-）  | 成都（-）  | 成都（-）  | 成都（-）  | 成都（-）  | 成都（-）  | 成都（-）  | 成都（-）  | 成都（-）  |
| 2    | 杭州 | 杭州（-）  | 杭州（-）  | 杭州（-）  | 杭州（-）  | 重庆（+1） | 杭州（+1） | 重庆（+1） | 重庆（-）  | 杭州（+1） | 杭州（-）  |
| 3    | 南京 | 武汉（+1） | 武汉（-）  | 重庆（+1） | 重庆（-）  | 杭州（-1） | 重庆（-1） | 杭州（-1） | 杭州（-）  | 重庆（-1） | 重庆（-）  |
| 4    | 武汉 | 天津（+1） | 重庆（+2） | 武汉（-1） | 武汉（-）  | 武汉（-）  | 西安（+1） | 西安（-）  | 武汉（+1） | 苏州（+1） | 武汉（+1） |
| 5    | 天津 | 南京（-2） | 南京（-）  | 苏州（+2） | 西安（+1） | 西安（-）  | 苏州（+2） | 武汉（+1） | 苏州（+1） | 武汉（-1） | 苏州（-1） |
| 6    | 西安 | 重庆（+1） | 天津（-2） | 西安（+2） | 苏州（-1） | 天津（+1） | 武汉（-2） | 苏州（-1） | 西安（-2） | 西安（-）  | 西安（-）  |
| 7    | 重庆 | 西安（-1） | 苏州（+6） | 天津（-1） | 天津（-）  | 苏州（-1） | 南京（+1） | 郑州（+2） | 南京（+1） | 南京（-）  | 南京（-）  |
| 8    | 青岛 | 长沙（+2） | 西安（-1） | 南京（-3） | 南京（-）  | 南京（-）  | 天津（-2） | 南京（-1） | 长沙（+2） | 长沙（-）  | 长沙（-）  |
| 9    | 沈阳 | 青岛（-1） | 长沙（-1） | 郑州（+3） | 长沙（+1） | 郑州（+1） | 郑州（-）  | 天津（-1） | 天津（-）  | 天津（-）  | 郑州（+1） |
| 10   | 长沙 | 沈阳（-1） | 沈阳（-）  | 长沙（-1） | 郑州（-1） | 长沙（-1） | 长沙（-）  | 长沙（-）  | 郑州（-3） | 郑州（-）  | 天津（-1） |
| 11   | 大连 | 大连（-）  | 青岛（-2） | 沈阳（-1） | 东莞（+3） | 东莞（-）  | 东莞（-）  | 东莞（-）  | 东莞（-）  | 东莞（-）  | 合肥（+4） |
| 12   | 厦门 | 厦门（-）  | 郑州（新） | 青岛（-1） | 青岛（-）  | 沈阳（+1） | 佛山（+3） | 宁波（+1） | 青岛（+3） | 无锡（re） | 青岛（+2） |
| 13   | 无锡 | 苏州（新） | 大连（-2） | 宁波（+2） | 沈阳（-2） | 青岛（-1） | 宁波（re） | 佛山（-1） | 昆明（re） | 宁波（+1） | 东莞（-2） |
| 14   | 福州 | 宁波（新） | 东莞（新） | 东莞（-）  | 宁波（-1） | 合肥（新） | 青岛（-1） | 合肥（re） | 宁波（-2） | 青岛（-2） | 宁波（-1） |
| 15   | 济南 | 无锡（-2） | 宁波（-1） | 无锡（re） | 昆明（新） | 佛山（新） | 沈阳（-3） | 青岛（-1） | 合肥（-1） | 合肥（-）  | 佛山（re） |

根據第一财经發佈的《2022城市商业魅力排行榜》，2022年中國一共有15個城市入選新一線都市榜單：包括成都、重庆、杭州、西安、武汉、苏州、郑州、南京、天津、长沙、东莞、宁波、佛山、合肥和青岛。

| 名字 | 行政級別 | 總面積 (km2) | 人口（万） | 人口密度（人/km2） |
| ---- | -------- | ------------ | ---------- | ------------------ |
| 成都 | 省會     | 14,355       | 2,126.8萬  | 1481.6             |
| 重庆 | 直辖市   | 82,455       | 3,048.43萬 | 369.7              |
| 杭州 | 省會     | 16,850       | 1,237.6萬  | 734.5              |
| 西安 | 省會     | 10,752       | 1,287.3萬  | 1197.3             |
| 武汉 | 省會     | 8,569.19     | 1,373.9萬  | 1603.3             |
| 苏州 | 地级市   | 8,657.32     | 1,299萬    | 1500.46            |
| 郑州 | 省會     | 7,567        | 1,274.2萬  | 1664.09            |
| 南京 | 省會     | 6587.02      | 949.1萬    | 1440.86            |
| 天津 | 直辖市   | 11,966.45    | 1,363萬    | 1139.01            |
| 长沙 | 省會     | 11,819       | 1,042.1萬  | 881.71             |
| 东莞 | 地级市   | 2,460.1      | 1,053.7萬  | 4283.15            |
| 宁波 | 地级市   | 9,816        | 961.8萬    | 979.82             |
| 佛山 | 地级市   | 3,797.72     | 961.3萬    | 2531.25            |
| 合肥 | 省會     | 11,445       | 963.4萬    | 841.76             |
| 青岛 | 地级市   | 11,293       | 1,034.2萬  | 915.78             |

## 其它
与一线城市相对应，网络文化中有“十八线城市”或“十八线小城市”的自嘲性称谓。

## 相关
- 北上广